# Poussan (Pitoa)
Poussane, Poussan ou Poussanne est un village du Cameroun situé dans le département de Bénoué et la Région du Nord. Le village fait partie de l'arrondissement de Pitoa. Le village est équipé d'une école primaire et d'un centre de santé intégré ainsi que d'une église protestante. 

## Climat
Le climat dans cette région est classé selon la classification de Köppen-Geiger de savane à hiver sec.